# Leopold Auenbrugger
Joseph Leopold von Auenbrugger (n. 19 noiembrie 1799 - d. 18 mai 1809) a fost medic austriac. Este considerat unul dintre fondatorii medicinei moderne. A introdus tehnica de examinare prin percuție.

## Biografie
S-a născut la Graz. A studiat medicina în orașul natal, apoi la Viena. La 22 de ani este medic și intră la spitalul Militar Spaniol din Viena.

## Contribuții
Auenbrugger a descoperit că, lovind cu degetul anumite porțiuni ale pieptului și spatelui, se aude un sunet specific, diferit ca tonalitate și intensitate în diferite stări patologice. Se pare că ideea acestor investigații i-a fost sugerată de tehnica empirică a stabilirii nivelului vinului în butoaie. Auenbrugger  a remarcat deosebirea dintre sunetul mat, obținut la percuția toracelui în porțiunea în care cavitatea pleurală este plină cu lichid, de sunetul deschis, din porțiunea de deasupra nivelului de lichid, ceea ce i-a permis nu numai să pună diagnosticul de pleurezie, dar și să aprecieze cantitatea lichidului patologic acumulat între foițele pleurale.